# Joaquim Francisco de Assis Brasil
Joaquim Francisco de Assis Brasil (São Gabriel, 29 de julho de 1857 — Pinheiro Machado, 24 de dezembro de 1938) foi um advogado, político, orador, escritor, poeta, prosador, diplomata e estadista brasileiro; propagandista da República. Foi fundador do Partido Libertador, deputado e membro da junta governativa gaúcha de 1891.
Introduziu no Brasil o gado Jersey, o gado Devon e a ovelha Karakul, tendo participação importante na introdução do cavalo árabe e no melhoramento do Thoroughbred, o puro sangue inglês.
Juntamente com o Barão do Rio Branco, assinou o Tratado de Petrópolis, que assegurou ao Brasil a posse do atual Estado do Acre. Neste estado foi criado, em sua homenagem, o município de Assis Brasil.

## Juventude
Assis Brasil nasceu na Estância de São Gonçalo, então município de São Gabriel, atualmente município de Cacequi, no Rio Grande do Sul, filho do estancieiro Francisco de Assis Brasil, de quem herdou extensas propriedades no interior gaúcho, e de Joaquina Teodora de Bem Salinas, ambos descendentes de açorianos.
Aos oito anos entrou na escola de primeiras letras do mestre Custódio José de Miranda. Em 1870 transferiu-se para o Colégio São Gabriel, na cidade de mesmo nome.
Em 1872, já órfão de pai, partiu para Pelotas, ficando interno no Colégio Taveira Júnior. Em 1874 frequentou, em Porto Alegre, o Colégio Gomes, onde estudou os preparatórios.

Joaquim Francisco de Assis Brasil

Em 1876 matriculou-se na Faculdade de Direito de São Paulo, passando a integrar o grupo de estudantes rio-grandenses que ali se formara. Fundaram o Clube 20 de Setembro, com o compromisso de pregar e propagar o sistema republicano de governo e de apressar a mudança de regime político do país.

## Vida acadêmica
Em 1877, Assis Brasil publicou seu primeiro livro, Chispas, com versos da adolescência. A seguir publicou História da República Rio-grandense, onde fez uma defesa ardorosa da Revolução Farroupilha de 1835. Neste livro já estão presentes os princípios básicos de seu pensamento. Seguiram-se outros trabalhos inspirados no puro ideal de suas convicções. Sua obra é vasta. Destacam-se nela tanto trabalhos de propaganda, como obras de profunda relevância do ponto de vista da teoria política. A defesa ardorosa do sistema presidencial de governo e da representação proporcional são a marca principal de seu pensamento.
Foi membro da Sociedade Partenon Literário. Em 1879, com um grupo de rapazes que marcaram época na Academia de São Paulo, fundou o "Clube Republicano Acadêmico" e o jornal "Evolução".

## Carreira política
Em 1882 formou-se em direito e voltou para o Rio Grande do Sul, onde foi um dos fundadores do Partido Republicano Rio-grandense. Durante meses, percorreu a província a cavalo, pregando a liberdade e a república com que tanto sonhava.
Foi eleito deputado provincial (hoje seria estadual) em dois biênios: 1884 — 1886 e 1886 — 1888. Na tribuna enfrentou Gaspar Silveira Martins, merecendo deste seu digno adversário as maiores considerações.
Em 1889, proclamada a República, foi eleito deputado à Assembleia Nacional Constituinte. Promulgada a constituição, renunciou ao seu mandato. Convidado pelo Marechal Deodoro da Fonseca para fazer parte do primeiro ministério constitucional, recusou o convite por divergência de ideais.
Em consequência do golpe de estado de Deodoro, a situação no Rio Grande do Sul tornou-se anormal, tendo o presidente do estado Júlio de Castilhos abandonado o poder. Foi constituída então uma Junta Governativa, da qual Assis Brasil fez parte. Como único membro presente da junta, assumiu o governo do estado. Segundo manifesto publicado, tinha como objetivos:
- Fazer a sociedade recuperar o sossego perdido
- Combater a ditadura
- Presidir, com a maior imparcialidade, a eleição que se deveria realizar

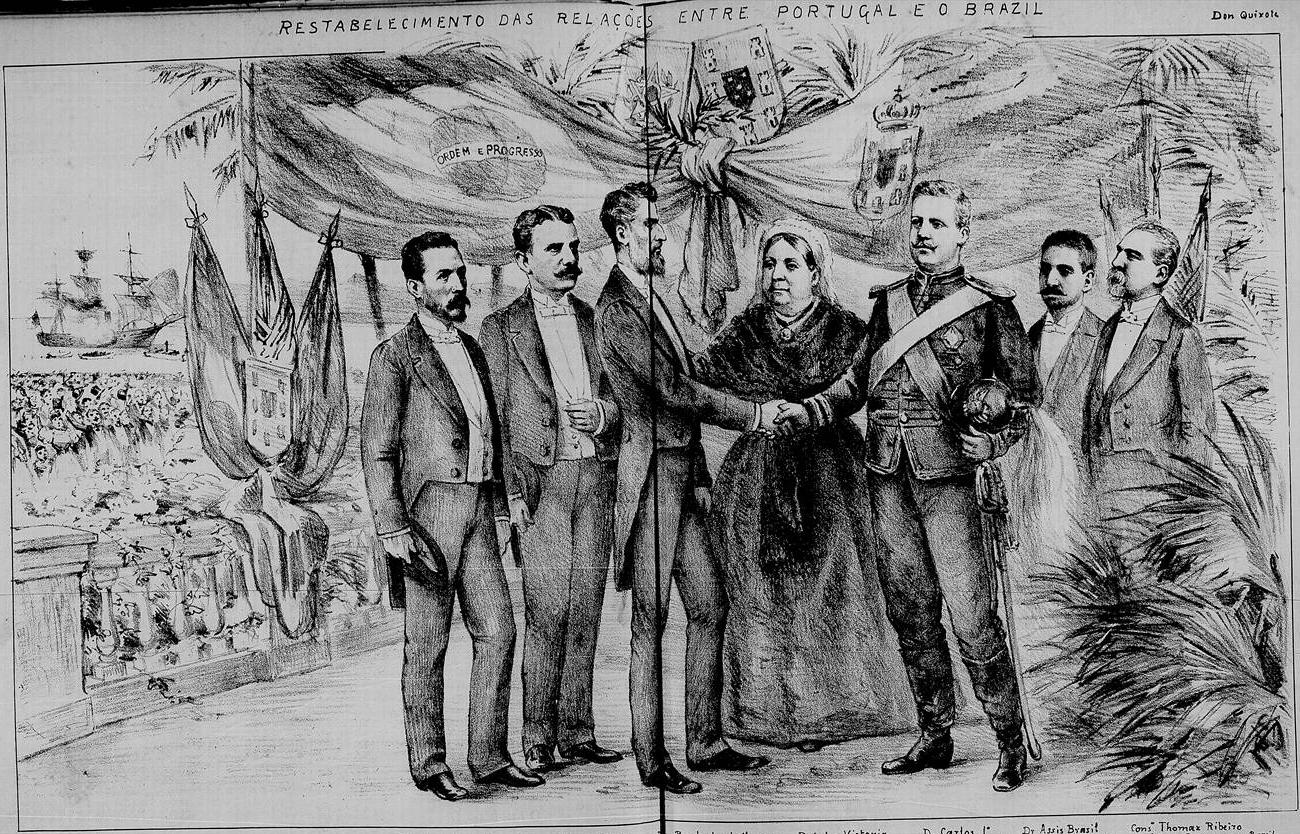
Restabelecimento das relações entre Portugal e o Brasil. Assis Brasil é o segundo da direita para a esquerda.

Os rio-grandenses uniram-se para defender a causa comum; o mais completo êxito veio coroar seu gesto de patriota. Atingidos os objetivos com a eleição de um novo governador, Assis Brasil renunciou ao poder.
Nomeado ministro plenipotenciário do Brasil na Argentina, prestou relevantes serviços à pátria por ocasião de acontecimentos desenrolados de 1880 a 1894. Transferido neste ano para a China, não chegou a assumir o posto, porque o presidente Prudente de Morais lhe conferiu a incumbência de reatar as estremecidas relações com Portugal.
Em 1896 publicou o livro Governo Presidencial na República Brasileira e, em 1898, A Cultura dos Campos.
Transferido para os Estados Unidos em 1898 (ano em que se casou com sua segunda esposa), lá ficou até 1902, quando foi enviado para a Embaixada do Brasil no México.
Em 1903, o presidente Rodrigues Alves o chamou para trabalhar ao lado do Barão de Rio Branco na questão de limites com a Bolívia. A assinatura do Tratado de Petrópolis, em 17 de novembro de 1903, terminou com o litígio de fronteiras entre o Brasil e a Bolívia, no atual estado do Acre. Com o término das negociações, Assis Brasil retornou para Washington logo após a assinatura.
Em 1905, o Barão do Rio Branco removeu-o para a Argentina, onde se tornava necessária a presença de uma personalidade de prestígio para desfazer intrigas surgidas contra o então Ministro das Relações Exteriores.
Em 1906, ao lado de Joaquim Nabuco, Presidente do Congresso Pan-Americano realizado no Rio de Janeiro, dirigiu os trabalhos como Secretário-Geral.
Em 1907 pediu aposentadoria. Retirando-se do serviço diplomático, fundou sua granja de Pedras Altas. Ele já havia liderado, no final do século XIX, a fundação da Associação Pastoril de Pelotas, a associação agropecuária mais antiga do Rio Grande do Sul. Depois vieram as associações de São Gabriel, de Bagé e, finalmente, em 1919, a de Alegrete, que recebeu o nome de Associação Rural de Alegrete.
Em 1908 fundou, com seu amigo Fernando Abbott, o Partido Republicano Democrático. Depois viveu retirado da atividade política até que, em 1922, o seu nome foi lançado como candidato de oposição a Borges de Medeiros. A rudeza da luta eleitoral tornou inevitável um movimento armado, a Revolução de 1923, que acabou resultando na reforma da Constituição Estadual de 1891. Em dezembro de 1923 foi assinado o Pacto de Pedras Altas, em seu castelo na cidade de mesmo nome.
Em 1924, tendo surgido um movimento revolucionário, exilou-se no Uruguai. Em 1927 os sufrágios de seus correligionários o elegeram deputado federal. Nesse mesmo ano teve participação destacada na fundação do Partido Democrático Nacional.
Em 1928, com Raul Pilla, fundou o Partido Libertador. Em 1929, o presidente Washington Luís pretendeu impor a candidatura de Júlio Prestes para a sucessão presidencial. Assis Brasil aconselhou o Partido Libertador a cerrar fileiras em torno de Getúlio Vargas, então Presidente do Estado, que se opunha ao candidato oficial e prometera aceitar o voto secreto se eleito presidente. Em 1930 Washington Luís foi deposto e Getúlio Vargas assumiu o poder como Chefe do Governo Provisório, do qual Assis Brasil fez parte como Ministro da Agricultura, cargo ao qual renunciou em protesto contra o empastelamento do Diário Carioca, por pessoas ligadas ao tenentismo.
Em 1932, foi o grande idealizador do Código Eleitoral, baseado em sua obra Democracia representativa: Do voto e do modo de votar. Neste código está a primeira menção à urna eletrônica, quando ele levanta a hipótese da utilização de uma máquina de votar. Em 1934 foi mandado em missão especial a Buenos Aires, para ocupar a Embaixada do Brasil, acéfala desde o movimento revolucionário argentino de 1930, por não haver o presidente Washington Luís reconhecido o governo do General Uriburú.
Assis Brasil disse a Mem de Sá sobre a repartição de cargos e ministérios na Revolução de 1930:
"Menino, todo homem tem seu preço. O venal se deixa comprar por dinheiro. O meu preço é o Código Eleitoral. E como vale mais a pena ladrar dentro de casa do que fora dela, aceito o ministério".

## Casamento
O embaixador Joaquim Francisco de Assis Brasil casou-se, em primeiras núpcias, com Maria Cecília Prates de Castilhos, filha do comendador Castilhos e irmã do seu companheiro do movimento republicano, Júlio de Castilhos. Com a primeira esposa, teve os filhos: Maria Cecília (1888-1952) e Carolina (1893-1964). Contudo com a morte de sua primeira esposa, Assis Brasil casa-se, em segundas núpcias, com Lydia Pereira Felício de São Mamede, filha do 2.° Conde de São Mamede e neta do Barão de Vasconcelos. O casamento ocorreu em Lisboa em Maio de 1898.

Jornal de Lisboa noticiando o casamento de Assis Brasil na época.

Assis Brasil, com os filhos em Buenos Aires, em 1907. Da esquerda para à direita: Joaquina, Maria Cecília, Cecília, Carolina e Lídia. Em seu colo, o filho varão, Francisco de Assis Brasil

Lydia de São Mamede, segunda esposa de Assis Brasil

O casal teve 8 filhos: 
Cecília  (1899-1934),
Lídia  (1900-1993),
Joaquina (1902-1988),
Francisco (1905-1986)
Joana (1908-1968), 
Dolores (1910-1991), 
Joaquim (1912-1985) e 
Lina (1916-2003).

## Últimos anos
Suas últimas participações em conferências internacionais foram a chefia da Delegação Brasileira à Conferência Econômica Preliminar, em Washington, e à Conferência Monetária e Econômica Mundial de 1933, em Londres.
Em 1933, eleito deputado à Assembleia Constituinte, foi enviado em missão extraordinária à Inglaterra, onde tomou parte na Conferência Econômica Mundial e ainda retribuiu a visita que o Príncipe de Gales fizera ao Brasil. Ao retornar, resignou a todos os cargos oficiais e voltou à vida do campo.
No ano de 1934, mais precisamente no dia 11 de Março, Assis Brasil e sua família passariam por uma tragédia sem precedentes. Sua filha mais velha do segundo casamento, Cecilia de Assis Brasil, com apenas 34 anos, fora atingida por um raio, enquanto passeava a cavalo, tendo morte fulminante. Abaixo,jornal da época, noticiando o fato:

Notícia da morte prematura de sua filha Cecília

Cecilia de Assis Brasil, no ano de 1931

Cecilia de Assis Brasil mantinha um diário, onde escrevia os acontecimentos políticos de seu pai, mas também o dia a dia e a vida no castelo. Esses cadernos foram compilados pelo autor Carlos Reverbel que publicou em 1983, o livro Diário de Cecilia de Assis Brasil. Cuja obra até hoje serve de tese para muitos historiadores.

Capa do livro, de Carlos Reverbel. Editora LP&M

Em agosto de 1938 adoeceu em consequência de uma gripe. Morreu na noite de 24 de dezembro, aos 80 anos, em seu Castelo de Pedras Altas, local que pertence atualmente à cidade de Pedras Altas, mas na época pertencia a Pinheiro Machado.

Local da última morada de Assis Brasil e de sua família. O cemitério da Boa Viagem, no Castelo de Pedras Altas

Túmulo de sua filha, Cecilia.